# أريانا جولي
أريانا جولي (بالإنجليزية: Ariana Jollee)‏ ولدت في 29 سبتمبر 1982، هي ممثلة إباحية أمريكية سابقة ومخرجة أفلام.

## المسيرة المهنية
اقتحمت جولي عالم صناعة أفلام الكبار في آذار/مارس 2003 ولم تكن تبلغ آنذاك من العمر سوى 20 عاما لكنها سرعان ما اشتهرت ولقيت المشاهد القليلة التي صورتها انتشارا واسعا خاصة في وسط الشباب، قبل أن يتم تجنيدها من قبل مدير إنتاج في شركة صناعة إباحيات أخرى؛ أما أول أفلامها فكان في فيلم فتيات سيئات 30 ثم ظهور ثاني في ربيع الدجاج 4.
في عام 2004 سافرت إلى براغ لأداء فيلم كريمبي الرجل 65 (صدر عام 2005) حيث أنها مارست الجنس مع 65 رجلا لمدة تجاوزت الست ساعات وفي نفس العام وقعت عقدا مع شركة فوضى الأفلام وصور الثعبان (بالإنجليزية: Anarchy Films And Python Pictures)‏. أما أول أفلامها بموجب العقد فقد كان في فيلم ذو ناركاسيسيت. Jollee ثم عاودت الظهور مجددا لكن هذه المرة في سلسلة يونغ بانغ.

## الجوائز والترشيحات
- 2005: فازت بجائزة آي في إن عن فئة أفضل مشهد جنس جماعي خلال فيديو معين (في فيلم عربدة العالم #7 - لشركة إيفاسيف آنجلز إنترتينمنت)[9]
- 2005: فازت بجائزة اكس روكو كأفضل ممثلة إباحية في السنة[10]
- 2006: فازت بجائزة إكس روكو عن فئة أفضل ممثلة إباحية في السنة[11][12]

## روابط خارجية
- أريانا جولي على موقع IMDb (الإنجليزية)
- أريانا جولي على موقع قاعدة بيانات الفيلم (الإنجليزية)